# Џеноа (Невада)
Џеноа (енгл. Genoa) насељено је место без административног статуса у америчкој савезној држави Невада.

## Демографија
По попису из 2010. године број становника је 939.
| Група             | 2000.    | 2010.       |
| Белци             | 0 (0,0%) | 852 (90,7%) |
| Афроамериканци    | 0 (0,0%) | 0 (0,0%)    |
| Азијати           | 0 (0,0%) | 12 (1,3%)   |
| Хиспаноамериканци | 0 (0,0%) | 52 (5,5%)   |
| Укупно            | 0        | 939         |